# Lac Grant
Pour les articles homonymes, voir Grant.
Ne doit pas être confondu avec Lacs Grant.
Le lac Grant (en anglais : Grant Lake) ou lac Halls Valley (en anglais : Halls Valley Lake) est un lac de barrage américain dans le comté de Santa Clara, en Californie. Il est situé à 487 mètres d'altitude au sein du parc de comté Joseph D. Grant.